# René Alleau
René Alleau (1917, Sainte-Savine Francie – 18. října 2013) byl francouzský filozof a historik hermetismu, zejména alchymie.
Vystudoval filozofii a dějiny vědy, byl žákem Gastona Bachelarda. Za války se účastnil francouzského hnutí odporu. Po 2. světové válce pracoval v Africe na řadě průmyslových staveb. Zde se setkal s tradicemi místních kmenů, africkým šamanismem a tradicí tajných bratrstev, což ho silně ovlivnilo. Počátkem 50. let se vrátil do Francie, kde se začal více věnovat studiu evropského hermetismu, zejména alchymie. Těmto tématům pak věnoval řadu knih. V roce 1952 uspořádal v Salle de Géographie pařížské Národní knihovny řadu přednášek o alchymii, kde se seznámil s André Bretonem a od té doby spolupracoval se surrealistickým hnutím až do své smrti a publikoval v jejich revuích.
V 60. a 70. letech 20. století René Alleau řídil významnou edici Bibliotheca hermetica u francouzského vydavatelství Denoël. Cílem tohoto projektu bylo znovu publikovat starodávné esoterické práce a zpřístupnit je ke studiu. Alleau přispíval rovněž do časopisu Planète Louise Pauwelse a Jacquese Bergiera (autoři díla Jitro kouzelníků), jimž také poskytl řadu významných informací. Poprvé byl v Československu pracovně v roce 1956. Později ve svých dílech vzpomínal na některé stavby u nás s hermetickým podtextem. V roce 1993 znovu navštívil Prahu, kde v Národním muzeu proslovil významnou přednášku.
Krom dějin hermetismu a tajných společenství se pokusil vytvořit i obecnou teorii symbolů (O povaze symbolů, Věda symbolů). V češtině jeho díla vydává zejména nakladatelství Malvern, řadu ukázek publikoval též surrealistický časopis Analogon. 
René Alleau byl zednářem, patřil do Grande Loge de France (pařížské Velké lóže). Jako člen lóže Théby byl spíše spjat s tradičně guénonským křídlem, než s anglosaským.